# Xiban
Xiban fou el fill petit de Jotxi, fill de Genguis Kan.
Els fill de joci foren els jòtxides, i la branca de Xiban fou coneguda per xibànides. Xiban va rebre un ulus al nord dels territoris assignats a Orda Khan kan de l'Horda Blanca (vers 1204-1280), i a Batu Khan, kan de l'Horda Blava, és a dir a la part oriental de l'Horda d'Or.
Va tenir com a successor a Bahadur Khan, que fou el pare de Mangu Timur Khan. Aquest va tenir diversos fills un dels quals, Pulad Khan, fou el pare d'Ibrahim Oghlan, que al seu torn fou el pare de Devlet Shaykh Oghlan, que fou el pare d'Abu l-Khayr. Amb aquest la branca agafa el nom d'abulkhàyrides (o simplement uzbeks) però amb el seu net Muhàmmad Xaibani predomina el nom de Xaibànides.